# Estació de Pàdua
Pàdua és una estació de la xarxa de Ferrocarrils de la Generalitat de Catalunya (FGC) que pertany a la L7, situada al districte de Sarrià - Sant Gervasi de Barcelona.
Es va inaugurar el 1954 quan es va obrir el tram des de l'estació de Gràcia fins a l'estació d'Avinguda Tibidabo. Disposa de dues andanes laterals de 60 metres de longitud, on s'hi poden estacionar trens de tres cotxes. Les instal·lacions estan adaptades a PMR, ja que compta amb ascensors que enllacen els diferents nivells de l'estació.
L'any 2016 va registrar l'entrada de 718.780 passatgers.
| Línia Barcelona-Vallès de FGC |            |       |           |                        |
| Procedència/Destinació        | <          | Línia | >         | Procedència/Destinació |
| Pl. Catalunya                 | Pl. Molina |       | El Putxet | Av. Tibidabo           |

## Accessos
- carrer Balmes - carrer Pàdua
- carrer Balmes - carrer Corint (accés amb ascensor)